# بوتانول
بوتانول أو الكحول البوتيلي يشير إلى واحد من متماكبات الكحول الأربعة ذات الصيغة المجملة C4H9OH. ممكن ان يشير أيضاً إلى بوتانول حيوي وهو بديل للبنزين.
المتماكبات الأربعة للبوتانول هي:
- ن-بوتانول : وهو مركب من فصيلة الكحولات، له الصيغة المفصلة CH3-CH2-CH2-CH2-OH
- إيزوبوتانول : وهو مركب من فصيلة الكحولات، له الصيغة المفصلة CH3)2CHCH2OH)
- 2-بوتانول : وهو مركب من فصيلة الكحولات، له الصيغة المفصلة CH3CH(OH)CH2CH3
- ثالثي بوتانول : وهو مركب من فصيلة الكحولات، له الصيغة المفصلة CH3)3-C-OH)

|           |             |           |               |
| ن-بوتانول | إيزوبوتانول | 2-بوتانول | ثالثي بوتانول |